# Franz Commer
Franz Aloys Theodor Commer (født 23. januar 1813 i Köln, død 17. august 1887 i Berlin) var en tysk musiker.
Commers ansættelse i det daværende Kongelige Musikinstituts bibliotek bragte ham i forbindelse med den fremragende forsker von Winterfeld; herfra stammer Commers historiske studier, der førte til udgivelsen af gammel musik i Collectio operum musicorum Batavorum sæculi XVI, Musica sacra XVI, XVII sæculorum, Cantica sacra og flere. I 1844 grundede Commer den berlinske Tonkünstler Verein. Hans egne kompositioner er navnlig kantater, messer og andre korværker. 